# Mapa gospodarczo-przeglądowa leśnictwa
Mapa gospodarczo-przeglądowa leśnictwa – w skali 1:10000, opracowana na podstawie mapy gospodarczej i mapy topograficznej w skali 1:10000.
Zawiera ona między innymi:
- kierunek północy,
- opis gruntów przyległych,
- numerację znaków granicznych w miejscach charakterystycznych,
- granice oddziałów,
- pododdziałów oraz pozostałych szczegółów sytuacji wewnętrznej,
- ważniejsze szczegóły sytuacji zewnętrznej przylegające do lasu (drogi, linie kolejowe, rzeki, rowy, wsie), numery oddziałów i oznaczenia pododdziałów oraz wypis z opisu taksacyjnego.